# Achille Serrao
Achille Serrao (Roma, 20 ottobre 1936 – 19 ottobre 2012) è stato un poeta, scrittore e critico letterario italiano.
Laureato in Giurisprudenza, ha lavorato presso l'Istituto Centrale di Statistica fino al pensionamento avvenuto nel 1996.

## Biografia
L'esordio “ufficiale” in poesia ha luogo nel 1968 con la pubblicazione della silloge Stella polare, per le edizioni di Crisi e Letteratura, una rivista letteraria di cui è redattore. Fin dagli esordi appaiono chiari i suoi riferimenti letterari: il simbolismo francese, il surrealismo e l'ermetismo.
Significativa la frequentazione del poeta Mario Luzi, che inizia e si consolida negli anni in cui, per motivi di lavoro Serrao si trasferisce a Firenze (1979-1981). È proprio in questo periodo che perde il padre (1980), un evento che avrà degli effetti non trascurabili nel passaggio dalla lingua al dialetto (1989-1990), se è vero che tale svolta viene generata, oltre che da una meditata scelta linguistica, esito di una lunga ricerca e un'intensa sperimentazione letteraria concentrata soprattutto tra l'87 e il '90, anche dal rapporto con il paterno e la sua terra di origine, il paese di Caivano in provincia di Napoli. «Emerico Giachery, prefacendo La draga, le cose del 1997, metteva giustamente in rilievo la motivazione ‘paterna’ della scelta dialettale di Serrao, contrapposta ad una ‘materna’, venata di nostalgica assenza, di recupero psichico di una lingua-madre, che caratterizza autori come Pasolini e Albino Pierro.»
La stagione neodialettale si apre con Mal'aria, il primo volume di poesie in dialetto, pubblicato nel 1990 con l'introduzione critica di Franco Loi; seguono 'O ssupierchio (1993), 'A canniatura (1993), Cecatèlla (1995), Semmènta vèrde (1996), Giro di casa (2001) e Disperse (2008).
Alcuni suoi testi poetici sono presenti nell'opera in tre volumi a cura di Franco Brevini, La poesia in dialetto: storia e testi dalle origini al Novecento (Mondadori, "I Meridiani", 1999), alla quale Serrao ha collaborato anche come traduttore e producendo note filologiche su testi di autori campani vissuti tra i secoli XVI e XX. Altre sue liriche compaiono nell'antologia Nuovi poeti italiani 5, a cura di Franco Loi (Torino, Einaudi, 2004); questa include poesie in dialetto di undici autori non esordienti (contrariamente a quanto suggerisce il titolo del volume), che però non avevano ancora pubblicato, all'epoca dell'uscita del libro, presso le maggiori case editrici.
Suoi testi poetici, narrativi e critici sono stati tradotti in inglese, francese, spagnolo, olandese, serbo-croato, rumeno.

## Opere

### Poesia in italiano
- Una pesca animosa: poesie 1960-64, prefazione di Roberto De Sio, [Roma], 1966
- Coordinata polare, prefazione di Angelo Ricciardi, Roma, 1968
- Honeste vivere, Biella, 1971
- Destinato alla giostra, prefazione di Angelo Ricciardi, Roma, 1974
- Lista d'attesa, introduzione di Silvio Ramat, Siena, 1979
- Perinde la gorgiera il bianco e il nero, Monterotondo (Roma), 1983
- Scacco al re: mosse per versi e per immagini, Monterotondo (Roma), 1984
- L'altrove il senso, Roma, 1987
- Cartigli, Forlì, 1989 (antologia di poesia italiana, narrativa e critica)
- La draga le cose, prefazione di Emerico Giachery, Marina di Minturno (LT), 1997 (selezione di testi da tutti i volumi di poesia, italiani e dialettali)
- Viamerica (The Eyes), traduzione di Luigi Bonaffini e Justin Vitiello, pref. Rebecca West, postf. Luigi Bonaffini, Toronto-Buffalo-Lancaster (U.K.), Guernica, 1999 (dieci sonetti a quattro mani, con Giose Rimanelli; in edizione bilingue)

### Poesia e teatro in dialetto
- Mal'aria, prefazione di Franco Loi, Treviso, 1990
- ’O ssupierchio (poesie in dialetto campano), prefazione di Franco Brevini, nota di Cesare Vivaldi, Monterotondo (Roma), 1993 [la nota di Vivaldi è sul secondo risvolto di copertina]
- ’A canniatura (poesie in dialetto campano), prefazione di Giacinto Spagnoletti, Roma, 1993
- ’A canniatura / The Crevice, cura e traduzione di Luigi Bonaffini, introduzione di Luigi Fontanella, postfazione di Giacinto Spagnoletti, New York, 1995
- Cecatèlla, presentazione di Giovanni Tesio, Mondovì (CN), 1995
- Semmènta vèrde (Semenza verde): poesie in dialetto campano (1990-1995), prefazione di Franco Brevini, Roma, 1996 [con due sezioni di traduzioni dialettali dello stesso Serrao di cinque carmi di Catullo e tre sonetti di Giuseppe Gioachino Belli ]
- La draga le cose, prefazione di Emerico Giachery, Marina di Minturno (LT), 1997 [selezione di testi da tutti i volumi, italiani e dialettali]
- Cantalèsia: Poems in the Neapolitan Dialect (1990-1997), cura e trad. Luigi Bonaffini, New York-Ottawa-Toronto, Legas, 1999 [edizione complessiva trilingue italiana-dialettale-inglese: raccoglie tutta l'opera dialettale di Serrao: 'O ssupierchio, 'A canniatura, Cecatèlla, Semmènta vèrde]
- Giro di casa, con grafica di Aldo Pievanini, Osnago (CO), Edizioni Pulcinoelefante, 2001 [tre liriche]
- Sagliemmanco (Saltimbanco), introduzione di Piero Marelli, Seregno, 2005
- Era de Maggio. Riduzione in quattro atti dalla vita e dall'opera di Salvatore Di Giacomo, Roma,  2006
- Disperse, Albenga, 2008

### Narrativa
- Sacro e profano, Roma, 1976
- Scene dei guasti, Roma, 1978
- Cammeo, Siena, 1981
- Cartigli, Forlì, 1989
- Retropalco, prefazione di Mario Lunetta, Faenza,

### Saggistica
- Mario Luzi: Atti del convegno di studi. Siena, 9-10 maggio 1981, a cura di Achille Serrao, Roma, 1983
- Contributi per una bibliografia luziana, a cura di Achille Serrao e Manola Nifosì, Firenze, 1984
- L'ònoma: appunti per una lettura della poesia di Giorgio Caproni, pref. di Luigi Fontanella, Spinèa (VE), 1989
- Ponte Rotto, Forlì, 1992
- Via terra: antologia di poesia neodialettale, a cura di Achille Serrao, introduzione di Luigi Reina, Udine, Campanotto, 1992
- «Literature in dialect», voce in Encyclopedia of Contemporary Italian Culture, Near Tonbrige, Kent (UK), 1999
- Presunto inverno: poesia dialettale (e dintorni) negli anni Novanta, Minturno (LT), 1999
- Dialect Poetry of Northern & Central Italy: Texts and Criticism (A Trilingual Anthology), a c. di Luigi Bonaffini e Achille Serrao, New York-Ottawa-Toronto, 2001
- Il pane e la rosa: antologia di poesia napoletana: dal 1500 al 2000, Roma, 2005

## Riconoscimenti
Nel 1988, con il libro Cammeo, vince la seconda edizione del Premio Letterario Chianti.
Nel 2001 vince l' XXIX edizione del Premio Scanno nella sezione Tradizioni popolari.
Nel 2007 vince il premio Una vita per il dialetto per la creazione del Centro di documentazione della poesia dialettale.
Nel 2008 vince l'VIII edizione del Premio Pascoli, sezione dialettale, con la raccolta Disperse